# Мелихате Ајети
Мелихате Ајети (алб. Melihate Ajeti; Приштина, 9. октобар 1935 — Приштина, 26. март 2005) била је албанска глумица са Косова и Метохије.
Рођена је и одрасла у Приштини, а тамо је ишла и у школу глуме. Касније се специјализовала у Паризу (Комеди франсез). Важила је за најзначајнију позоришну глумицу у Приштини. Глумила је у више од 180 главних улога.
Има једну ћерку из брака са Мухаремом Ђемом. Умрла је у Приштини 26. марта 2005. од срчаног удара.